# Ludwig Claussen

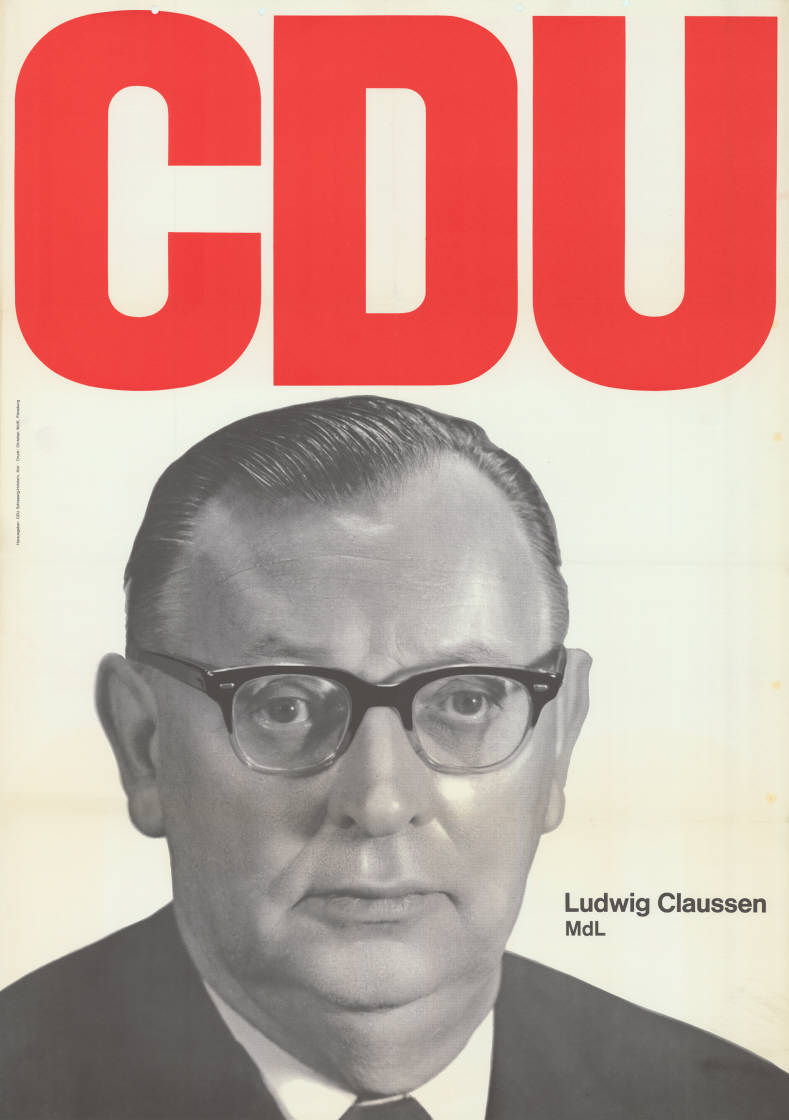
Ludwig Claussen auf einem Wahlplakat zur Landtagswahl in Schleswig-Holstein 1967

Ludwig Claussen (* 19. April 1906 in Tinningstedt; † 25. März 1974 in Niebüll) war ein deutscher Politiker der CDU.

## Leben und Beruf
Claussen, der evangelisch-lutherischen Glaubens war, besuchte nach der Volksschule und einer privaten höheren Schule das Lehrerseminar in Rendsburg. Nach der zweiten Lehrerprüfung wurde er 1927 Hauslehrer in Westerland auf Sylt, bevor er von 1929 bis 1945 im Schuldienst der deutschen Minderheit in Nordschleswig stand. Nach dem Zweiten Weltkrieg ging Claussen nach Nordfriesland, wo er 1947 Lehrer und später Hauptlehrer an der Volksschule in Niebüll wurde.

## Partei
Clausen trat zum 1. Mai 1934 in die NSDAP ein (Mitgliedsnummer 3.452.763). Danker und Lehmann-Himmel charakterisieren ihn in ihrer Studie über das Verhalten und die Einstellungen der Schleswig-Holsteinischen Landtagsabgeordneten und Regierungsmitglieder der Nachkriegszeit in der NS-Zeit als „politisch angepasst“.
Seit 1948 gehörte Claussen der CDU an. 1956 wurde er Vorsitzender des Kreisverbandes Südtondern seiner Partei, später auch des Landesvorstandes.

## Abgeordneter
Von 1948 bis 1953 war Claussen Gemeindevertreter in Niebüll.
Von 1950 bis zu seiner Mandatsniederlegung zum 31. Dezember 1969 war Claussen Abgeordneter des Landtags von Schleswig-Holstein. Er vertrat den Wahlkreis Südtondern im Parlament. Von 1950 bis 1954 war er Vorsitzender des Volksbildungsausschusses, dessen stellvertretender Vorsitzender er später von 1954 bis zum 22. Mai 1968 war. Von 1954 bis 1958 war er stellvertretender Vorsitzender des Eingabenausschusses. Claussen gehörte der dritten Bundesversammlung an, die am 1. Juli 1959 Heinrich Lübke zum Bundespräsidenten wählte.

## Kulturarbeit
Vor 1945 engagierte sich Claussen in der deutschen Volkstumsarbeit in Nordschleswig. Von 1960 bis 1961 war er Präsident des Friesenrates und anschließend Vorsitzender der Sektion Nordfriesland dieses Gremiums. Er gehörte außerdem den Vorständen des Grenzpolitischen Rates und des Nordfriesischen Vereins für Heimatkunde und Heimatliebe an.

## Ehrungen
Claussen wurde am 26. Februar 1968 auf Vorschlag der Landesregierung das Verdienstkreuz 1. Klasse des Bundesverdienstkreuzes verliehen.